# 시솽반나 가사 공항
시솽반나 가사 공항(중국어: 西双版纳嘎洒机场, 영어: Xishuangbanna Gasa Airport, IATA: JHG, ICAO: ZPJH)은 중화인민공화국 윈난성 시솽반나 다이족 자치주 징훙시(慶興市)을 운항하는 공항이다. 공항은 공항이 위치한 징훙의 가사 마을(嘎洒镇, ᦂᦱᧆ ᦌᦻ)에서 유래하였다. 징훙 공항(景洪洪市)이라고도 한다.

## 운항 노선
| 항공사                 | 목적지                                                              |
| ---------------------- | ------------------------------------------------------------------- |
| 럭키에어               | 시안, 쿤밍, 베이징 (서우두), 텅충, 다리, 란저우, 정저우, 싱이, 리장 |
| 중국동방항공           | 쿤밍, 광저우, 구이린, 난창, 베이징 (서우두), 톈진, 시안             |
| 상하이 항공            | 쿤밍, 상하이 (푸동)                                                 |
| 쓰촨 항공              | 청두, 쿤밍, 란저우, 시안, 구이양, 항저우, 난창, 하얼빈, 몐양, 난징  |
| 루이리 항공            | 쿤밍, 리장, 란저우                                                  |
| 베이징 캐피탈 항공     | 베이징 (다싱), 리장, 쿤밍, 항저우                                   |
| 서부항공               | 충칭, 정저우                                                        |
| 차이나 익스프레스 항공 | 리장, 청두, 망시, 시창                                              |
| 청두 항공              | 쿤밍, 청두                                                          |
| 룽에어                 | 쭌이, 항저우, 원저우, 비제                                          |
| 중국국제항공           | 청두, 충칭                                                          |
| 중국남방항공           | 충칭, 우한, 쿤밍, 정저우, 선전, 광저우                              |
| 오케이 항공            | 쿤밍, 톈진                                                          |
| 쿤밍항공               | 창사, 쿤밍                                                          |
| 준야오 항공            | 치저우, 상하이 (홍차오)                                             |
| 충칭 항공              | 판즈화                                                              |

## 같이 보기
- 중화인민공화국의 공항 목록